# Internet proti monopolu
Internet proti monopolu (též Bojkot) byla česká protestní akce proti zdražení vytáčeného přístupu k internetu ze strany tehdejšího monopolního SPT Telecomu. Akci iniciovali Ivo Lukačovič, Ondřej Neff a Patrik Zandl. Šlo o petici, následovanou demonstracemi před sídlem SPT Telecomu a jeho brněnské pobočky. Vše vyvrcholilo jednáním, jehož výsledkem byl speciální tarif Internet 99.

## Příčina a vznik
Koncem října roku 1998 oznámila tehdy monopolní telekomunikační společnost SPT Telecom, že dojde ke zvýšení ceny za telefonní hovory. Toto zvýšení se dotklo zejména dlouhých hovorů, tedy i vytáčeného přístupu k Internetu, v případě hodinového spojení přesahovalo zdražení 60 %. Patrick Zandl, tehdejší šéfredaktor a zakladatel Mobil.cz, se po dohodě s publicistou Ondřejem Neffem a zakladatelem portálu Seznam.cz Ivo Lukačovičem rozhodli pro uspořádání protestu proti tomuto zdražení.
Vznikla iniciativa Internet proti monopolu, která nejprve zveřejnila petici na doméně bojkot.cz. Petice požadovala speciální telefonní tarif pro vytáčené připojení nebo měsíční paušál. Na Bojkot.cz odkazovaly servery Seznam.cz, Atlas.cz, Mobil.cz, Neviditelný pes, Svět Namodro a mnohé další. Petice byla zveřejněna 5. listopadu 1998 a 9. listopadu měla již 25 tis. signatářů. Kromě počítačových a internetových firem petici podpořily též některé vysoké a střední školy, některé státní úřady a jednotliví politici. Iniciativa následně vyzvala k bojkotu služeb SPT Telecomu a protestní demonstraci před sídlem SPT Telecomu a jeho brněnské pobočky dne 18. listopadu. Na tentýž den iniciátoři vyzvali k bojkotu služeb SPT Telecomu – nevyužívání telefonního spojení k internetovému připojení, ale ani k uskutečňování hlasových hovorů.

## Protest
V den bojkotu, 18. listopadu 1998, přerušilo svůj provoz – a přesměrovávalo na stránky protestní akce – přibližně 950 českých webů. Připojila se i desítka poskytovatelů připojení k internetu. Podporu protestujícím vyjádřily politické strany ČSSD, KDU-ČSL a Unie svobody. Petici proti zdražování vytáčeného přístupu k internetu podepsalo přes 100 tisíc lidí, tedy každý jeho čtvrtý tehdejší český uživatel. Provoz na českém internetu zaznamenal v den bojkotu propad zhruba na polovinu běžného objemu, k internetu se tento den nepřipojilo 60–80 % uživatelů vytáčeného připojení. Osobně se demonstrací zúčastnily asi tři tisíce demonstrujících v Praze a dva tisíce v Brně.

## Výsledky
Nejviditelnějším výsledkem složitých jednání bylo zavedení tarifu Internet 99, speciální tarif pro vytáčený přístup k internetu, který byl výhodný zvláště ve večerních a nočních hodinách. Nový tarif však nebyl zaveden spolu se zdražením hovorů od 1. ledna 1999, ale až v březnu 1999. Iniciativa proto původně vyzvala k zablokování faxu Českého telekomunikačního úřadu, který se na zdržení podílel, ale tato výzva byla posléze odvolána.
Vedle změny cen bylo pozitivní změnou i zavedení tzv. jednotných přípojných čísel, na která se dalo za tarif Internet 99 volat odkudkoliv z Česka. Meziměstské hovory (resp. hovory do jiného UTO) byly totiž jinak zpoplatňovány vyšší sazbou a teprve tyto změny znamenaly zrovnoprávnění velkých měst s venkovskými oblastmi, v nichž byla nabídka poskytovatelů připojení menší.
Pro poskytovatele připojení k internetu přinesla akce provize z jimi generovaného internetového provozu. Hospodářské výsledky SPT Telecomu za rok 2000 ukázaly, že snížení cen za internet přineslo nakonec vyšší provoz a tím i vyšší zisky i samotnému monopolnímu operátorovi. O vliv změn cen telefonního spojení na připojení k internetu se v důsledku kampaně začalo zajímat i ministerstvo financí.